# سجل إم إكس
سجل إم إكس (بالإنجليزية: MX records)‏ هي سجلات نظام أسماء النطاقات (DNS) ضرورية لتسليم البريد الإلكتروني إلى عنوانك، يتم استخدام سجل إم إكس لإخبار العالم بخوادم البريد التي تقبل البريد الوارد لنطاقك وأين يجب توجيه رسائل البريد الإلكتروني المرسلة إلى المجال الخاص بك. إذا لم يتم توجيه سجل إم أكس إلى الموقع الصحيح، فلن تتلقى بريدًا إلكترونيًا.

## أمثلة لسجل إم إكس
0mailEXAMPL.COM
- "0" هو الأولوية.
- كلما انخفض الرقم يعني أولوية أعلى.
- "mail.EXAMPLE.com" هو خادم البريد الذي يتصل به. يختلف هذا اعتمادًا على الشركة التي تستضيف بريدك الإلكتروني.
- تتصل خوادم البريد الإلكتروني الصادرة بخوادم أم إكس بترتيب الأولوية.
- إذا كنت تستخدم أكثر من سجل أم إكس واحد ولكل منهما نفس الأولوية ، فإنه يختار واحدًا عشوائيًا. (هذا الحمل في الواقع يوازن التوصيلات.)

## التحكم في سجل إم أكس
يتم التحكم في سجلات إم إكس في الشركة التي تستضيف خوادم الأسماء الخاصة باسم النطاق. حيث يتم توجيه خوادم الأسماء.